# Dendrobatinae
Dendrobatinae Cope, 1865 è una sottofamiglia di anfibi dell'ordine degli Anuri.

## Distribuzione
Le specie di questa sottofamiglia si trovano in Nicaragua e nel Bacino dell'Amazzonia.

## Tassonomia
La sottofamiglia comprende 61 specie raggruppate in 8 generi e una specie ''incertae sedis'':

"Colostethus" ruthveni Kaplan, 1997
- Adelphobates Grant, Frost, Caldwell, Gagliardo, Haddad, Kok, Means, Noonan, Schargel, and Wheeler, 2006 (3 sp.)
  - Adelphobates castaneoticus (Caldwell and Myers, 1990)
  - Adelphobates galactonotus (Steindachner, 1864)
  - Adelphobates quinquevittatus (Steindachner, 1864)
- Andinobates Twomey, Brown, Amézquita, and Mejía-Vargas, 2011 (15 sp.)
  - Andinobates abditus (Myers and Daly, 1976)
  - Andinobates altobueyensis (Silverstone, 1975)
  - Andinobates bombetes (Myers and Daly, 1980)
  - Andinobates cassidyhornae Amézquita, Márquez, Mejía-Vargas, Kahn, Suárez, and Mazariegos, 2013
  - Andinobates claudiae (Jungfer, Lötters, and Jörgens, 2000)
  - Andinobates daleswansoni (Rueda-Almonacid, Rada, Sanchez-Pacheco, Velasquez-Alvarez, and Quevedo-Gil, 2006)
  - Andinobates dorisswansonae (Rueda-Almonacid, Rada, Sanchez-Pacheco, Velasquez-Alvarez, and Quevedo-Gil, 2006)
  - Andinobates fulguritus (Silverstone, 1975)
  - Andinobates geminisae Batista, Jaramillo, Ponce, and Crawford, 2014
  - Andinobates minutus (Shreve, 1935)
  - Andinobates opisthomelas (Boulenger, 1899)
  - Andinobates tolimensis (Bernal-Bautista, Luna-Mora, Gallego, and Quevedo-Gil, 2007)
  - Andinobates victimatus Márquez, Mejía-Vargas, Palacios-Rodríguez, Ramírez-Castañeda, and Amézquita, 2017
  - Andinobates viridis (Myers and Daly, 1976)
  - Andinobates virolinensis (Ruiz-Carranza and Ramírez-Pinilla, 1992)
- Dendrobates Wagler, 1830 (5 sp.)
  - Dendrobates auratus (Girard, 1855)
  - Dendrobates leucomelas Steindachner, 1864
  - Dendrobates nubeculosus Jungfer and Böhme, 2004
  - Dendrobates tinctorius (Cuvier, 1797)
  - Dendrobates truncatus (Cope, 1861)
- Excidobates Twomey and Brown, 2008 (3 sp.)
  - Excidobates captivus (Myers, 1982)
  - Excidobates condor Almendáriz, Ron, and Brito M., 2012
  - Excidobates mysteriosus (Myers, 1982)
- Minyobates Myers, 1987 (1 sp.)
  - Minyobates steyermarki (Rivero, 1971)
- Oophaga Bauer, 1994 (12 sp.)
  - Oophaga anchicayensis Posso-Terranova and Andrés, 2018
  - Oophaga andresi Posso-Terranova and Andrés, 2018
  - Oophaga arborea (Myers, Daly, and Martínez, 1984)
  - Oophaga granulifera (Taylor, 1958)
  - Oophaga histrionica (Berthold, 1845)
  - Oophaga lehmanni (Myers and Daly, 1976)
  - Oophaga occultator (Myers and Daly, 1976)
  - Oophaga pumilio (Schmidt, 1857)
  - Oophaga solanensis Posso-Terranova and Andrés, 2018
  - Oophaga speciosa (Schmidt, 1857)
  - Oophaga sylvatica (Funkhouser, 1956)
  - Oophaga vicentei (Jungfer, Weygoldt, and Juraske, 1996)
- Phyllobates Duméril and Bibron, 1841 (5 sp.)
  - Phyllobates aurotaenia (Boulenger, 1913)
  - Phyllobates bicolor Duméril and Bibron, 1841
  - Phyllobates lugubris (Schmidt, 1857)
  - Phyllobates terribilis Myers, Daly, and Malkin, 1978
  - Phyllobates vittatus (Cope, 1893)
- Ranitomeya Bauer, 1986 (16 sp.)
  - Ranitomeya amazonica (Schulte, 1999)
  - Ranitomeya benedicta Brown, Twomey, Pepper, and Sanchez-Rodriguez, 2008
  - Ranitomeya cyanovittata Pérez-Peña, Chávez, Twomey, and Brown, 2010
  - Ranitomeya defleri Twomey and Brown, 2009
  - Ranitomeya fantastica (Boulenger, 1884)
  - Ranitomeya flavovittata (Schulte, 1999)
  - Ranitomeya imitator (Schulte, 1986)
  - Ranitomeya reticulata (Boulenger, 1884)
  - Ranitomeya sirensis (Aichinger, 1991)
  - Ranitomeya summersi Brown, Twomey, Pepper, and Sanchez-Rodriguez, 2008
  - Ranitomeya toraro Brown, Caldwell, Twomey, Melo-Sampaio, and Souza, 2011
  - Ranitomeya uakarii (Brown, Schulte, and Summers, 2006)
  - Ranitomeya vanzolinii (Myers, 1982)
  - Ranitomeya variabilis (Zimmermann and Zimmermann, 1988)
  - Ranitomeya ventrimaculata (Shreve, 1935)
  - Ranitomeya yavaricola Pérez-Peña, Chávez, Twomey, and Brown, 2010